# Wymysłów (Borkowice)
Pour les articles homonymes, voir Wymysłów.
Wymysłów (prononciation : [vɨˈmɨswuf]) est un village polonais de la gmina de Borkowice dans le powiat de Przysucha de la voïvodie de Mazovie dans le centre-est de la Pologne.
Il se situe à environ 3 kilomètres à l'ouest de Borkowice (siège de la gmina), 6 kilomètres au sud de Przysucha (siège du powiat) et à 103 kilomètres au sud de Varsovie (capitale de la Pologne).
Le village compte approximativement une population de 180 habitants en 2006.

## Histoire
De 1975 à 1998, le village appartenait administrativement à la voïvodie de Radom.